# Pivotal response treatment
Pivotal response treatment (PRT) is een behandelmethode gericht op het vergroten van de motivatie tot interactie bij kinderen, jongeren en volwassenen met een autismespectrumstoornis. PRT is in Amerika ontwikkeld en betreft een gedragstherapeutische aanpak (Applied Behavior Analysis; ABA) waarbij kernvaardigheden gestimuleerd worden en niet alle vaardigheden afzonderlijk. Door het stimuleren van kerngebieden (motivatie tot interactie), ontstaat ook verbetering in deelvaardigheden zoals oogcontact, gedeeld plezier en beurtgedrag. Het natuurlijk leren neemt toe. 

## Training
Pivotal Response Treatment richt zich op de kernvaardigheid 'motivatie tot interactie'. Doel is om zo veel mogelijk leermomenten op te zetten waarbij het kind leert initiatief te nemen in contact. Hierdoor kunnen sociale en communicatieve vaardigheden verbeteren en gedragsproblemen verminderen.
Bij behandeling van jonge kinderen volgt de PRT een ouder-educatie-model: ouders spelen met hun kind terwijl een trainer hen technieken leert om de interactie te vergroten. De interesses van het kind worden hierbij als uitgangspunt genomen. Bekende taken worden afgewisseld met nieuwe taken, waardoor het kind voldoende succes ervaart. Ook leren ouders hoe zij gedurende de dag door de communicatieve vaardigheden van hun kind kunnen stimuleren. Een kind met een autismespectrumstoornis leert zo de hele dag door, net als zijn leeftijdsgenootjes. 

## PRT in Nederland
Pivotal response treatment wordt in Nederland sinds 2005 door verschillende instellingen aangeboden.